# 12141 Чушаяші
12141 Чушаяші (12141 Chushayashi) — астероїд головного поясу, відкритий 24 вересня 1960 року.Тіссеранів параметр щодо Юпітера — 3,392. Хаясі Тюсіро — японський астрофізик, який зробив новаторські ідеї формування зірок та значні відкриття пов'язані з утворенням об'єктів в ранньому Всесвіті